# Beöthy Ármin
Beöthy Ármin Huba (Budapest, 1995.11.14.) magyar zenész, a tápíószecsői punk-rock zenekar, a Found Items dobosa, illetve alapító tagja a KODEIN nevű pop-punk supergroupnak.
Több zenekarban is közreműködött, mint dobos, köztük a legismertebb a salgótarjáni punk zenekar, a Macskanadrág, ahol 3 évig volt hivatalos tag. Emellett tagja volt a pesti Bad Habit Budapest Skanak, a Déli Sharknak, a szintén fővárosi The Ocean Frontnak, és alapító tagja a SEED KEY nevű punk-rock zenekarnak.

## Élete
Beöthy Árpád és Herczeg Emőke harmadik gyermekeként született 1995. november 14-én, Budapesten. Négy testvére van, egy bátyja, egy nővére és két húga.
A zene mindig is az élete része volt. Apja szintén dobos, számos zenekarban játszott, így a családi házuk pincéjében mindig fel volt állítva 2-3 dobfelszerelés. Kedvenc zenei stílusát 2004-ben találta meg, amikor bátyja megmutatta neki az akkoriban megjelent Green Day nagylemezt, az American Idiot-ot. Az amerikai banda és az album meghatározó lett számára, és maga a punk-rock zenei stílus is.
Dobolni 2009-ben, 13 évesen kezdett a saját maga szórakoztatására. Amikor édesanyja hallotta, hogy van tehetsége a zenéléshez elkezdte őt meggyőzni, hogy kezdjen el rendesen megtanulni dobolni és járjon tanárhoz. 2010-ben el is kezdett dobórákra járni, így Szöllősy Gábor tanítványa lett.

## Karrier
Első zenekarát 2010-ben alapította barátjával, Lönhárdt Norberttel. A formáció a házuk pincéjében zenélt és kezdett el saját számokat írni, amiből kettő dalt egy iPhone 3Gs-sel rögzítettek is. A duó elkezdett hirdetések alapján tagokat keresni a zenekarhoz, de amikor nem találtak senkit, aki illett volna az elképzelésükbe, abba hagyták a keresést. 2011 nyarán hagyták abba a közös zenélést, amikor Ármin belépett a tápiószecsői Found Items nevű zenekarba, mert úgy érezte ez egy komolyabb előrelépés az akkor induló zenei pályafutásában.

### Found Items: 2011-
A Found Items-t egy online hirdetésben találta, ahol a zenekar kirakott egy rövid videót magáról, ami alatt egy saját szerzeményük szólt. A dal egyből meggyőzte, és úgy döntött jelentkezik a zenekarba, így 2011. június 11-ére meg is beszéltek egy próbát, amire több dal mellett három Blink-182 számot kellett megtanulnia, amiket sikeresen meg is tett. Ezzel vette le a zenekar tagjait a lábukról, így az első próba után hivatalosan is bekerült a bandába.
A zenekart 2007-ben alapította Cser Norbert és Gazsi Zoltán több helyi barátjukkal. Eleinte feldolgozás zenekarként kezdték pályafutásukat, ahol olyan zenekarok dalait játszották, mint a Blink-182, Sum 41 vagy a Box Car Racer. A zenekar több tagcserén is átesett megalakulásuk óta, így 2010-re hárman maradtak csak a bandába, amikor úgy döntöttek, hogy felrakják az internetre azt a bizonyos hirdetést.  A két alapító tag majdnem tíz évvel idősebbek voltak nála, így érezhető volt, hogy az első próba előtt kicsit szkeptikusak voltak a tagok, de amikor a First Date című Blink-182 dalt eljátszották először együtt, tudták, hogy megtalálták azt a dobost, akit már rég óta kerestek, így a kor nem számított. A zenekar nem sokkal az első közös próbák után megvált akkori énekesétől, így hárman maradtak a bandában, gitár, basszusgitár és dob felállásban. A csapat komoly célokat tűzött ki maga elé, így új énekest kerestek, hogy az akkor már nagyjából 13-15 darab saját szerzeményt befejezhessék, és elkezdhessen koncertezni az új felállással. 2012. decemberében csatlakozott a zenekarhoz énekesként Kopcsándi András, akivel 2013. február 16-án le is játszották első koncertjüket. Ez volt Ármin első koncertje, ahol zenészként lépett fel. A banda ebben a felállásban több koncertet is adott, többek között az A38 teraszon, illetve 2014 februárjában két állomásra el is kísérték előzenekarként a The Grenma zenekart a turnéjukon. Az év végén viszont megváltak énekesüktől, így ismételten hárman maradtak a zenekarban. Mivel koncertezni így nem tudtak, befejezték a dalok megírását első lemezükhöz, amit el is kezdtek felvenni.

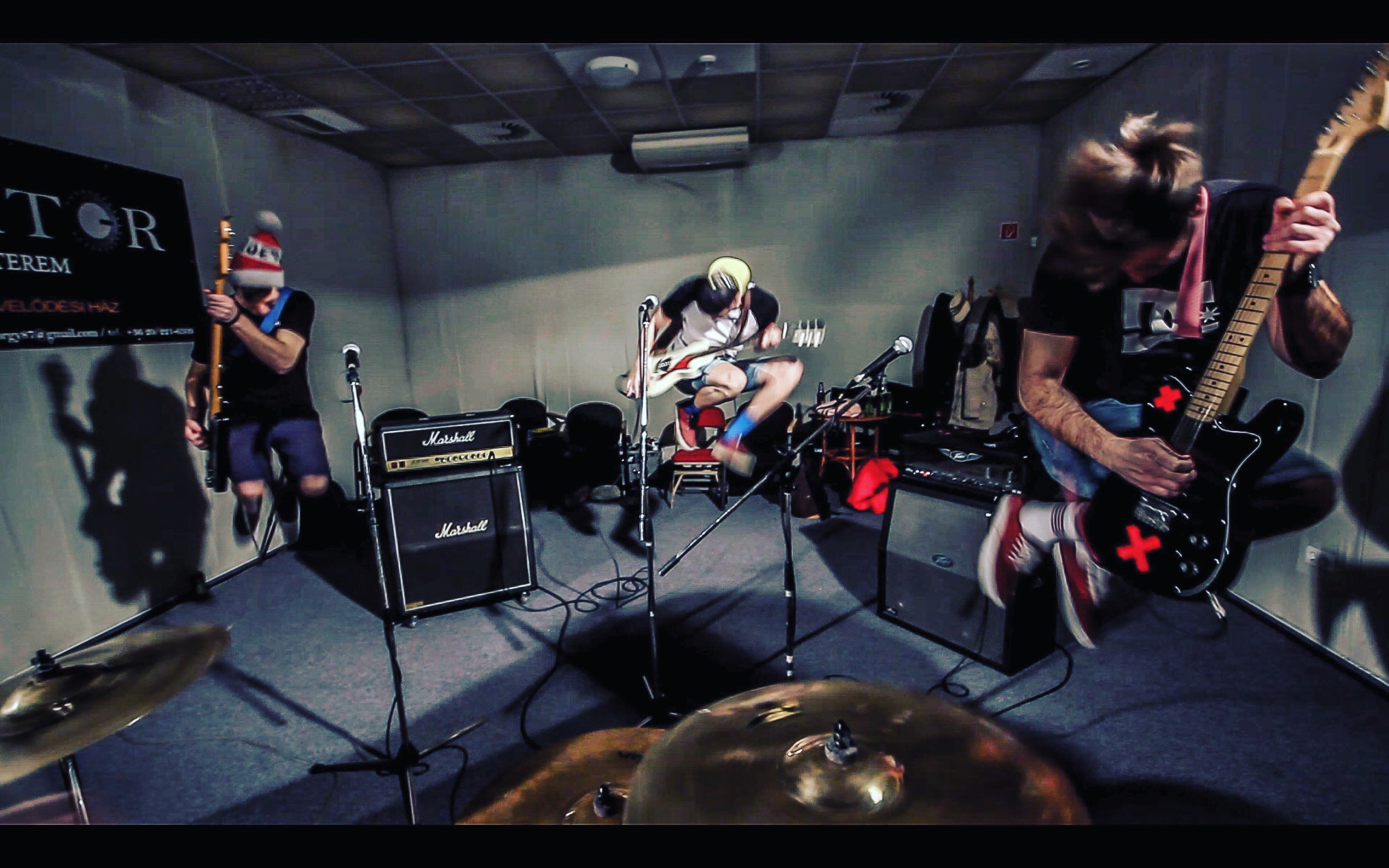
Gazsi Zoltán, Pénzes Levente és Cser Norbert a zenekar Back c. klipjében

A felvételeket más időpontokban, külön helyszíneken történtek, és többször elölről lettek kezdve.  A dob felvételeke a már azóta megszűnt Amper Próbaterem és Stúdióban rögzítette, egyedül, 2016. júniusában. Három nap alatt vette fel a 13 dalhoz a dobsávokat, aminek nehézsége az volt, hogy magának kellett elindítania a felvételeket, megállítani, visszahallgatni, és újra venni, ha nem volt megfelelő.
2016-ban csatlakozott a zenekarhoz Pénzes Levente énekes pozícióban, akivel ismételten elkezdtek koncertezni, és befejezték első lemezük felvételeit is, amit 2018. január 13-án adtak ki, Juicy címmel. Az album megjelenését követően egy klipet is leforgattak az album nyitódalához, a Back című dalhoz. Ez volt a zenekar első hivatalos videó klipje, aminek helyszíne a B-monitor Stúdió volt, Törökbálinton, ahol a lemezt mixelték és keverték 2017. év végén. 2018. június 24-én csináltak egy Live Streamet, amit a Youtube-on lehetett nézni, ahol a lemez dalait, két feldolgozást, és kettő új szerzeményt is eljátszottak. Az esemény után Cser Norbert kilépett a zenekarból, ami hatalmas törés volt Ármin számára. Évekig nem beszéltek egymással, mert Ármin hatalmasat csalódott, azt hitte a barátságuk erősebb ennél. Norbert kilépésével egy új korszak kezdődött a zenekar életében. Zoltán maradt az egyetlen alapító tag, aki így visszaváltott gitáros pozícióra. A bandához Pénzes András, Levente bátyja csatlakozott basszusgitárosként, így ebben a felállásban befejeződtek a második nagylemez dalai, amiket 2018. decemberében el is kezdtek felvenni a Grenma stúdióban. Ármin 5 óra alatt vette fel a dobokat a 10 dalhoz, így, hogy profibb környezetben és nem egyedül kellett csinálnia sokkal gördülékenyebben haladtak a felvételek. A lemez 2019. augusztus 16-án meg is jelent, All Bets Are Off címmel, amihez két videó klipet is forgattak.
A zenekar több állomáson előzenekarként lépett fel a Prosectura és a Macskanadrág közös turnéján.
2020. július 8-án a SoundCam Stúdióban egy Live Session keretei közt előadtak egy kiadatlan dalt, amit az akkor íródó harmadik nagylemezre írtak. Az év végére elmérgesedett a kapcsolat Levente és a zenekar között, így arra a döntésre jutottak, hogy nem akarják együtt folytatni. András, a testvére nélkül már nem akart a zenekarban maradni, így a két testvér és a banda útjai elváltak.

### Macskanadrág: 2017-2020

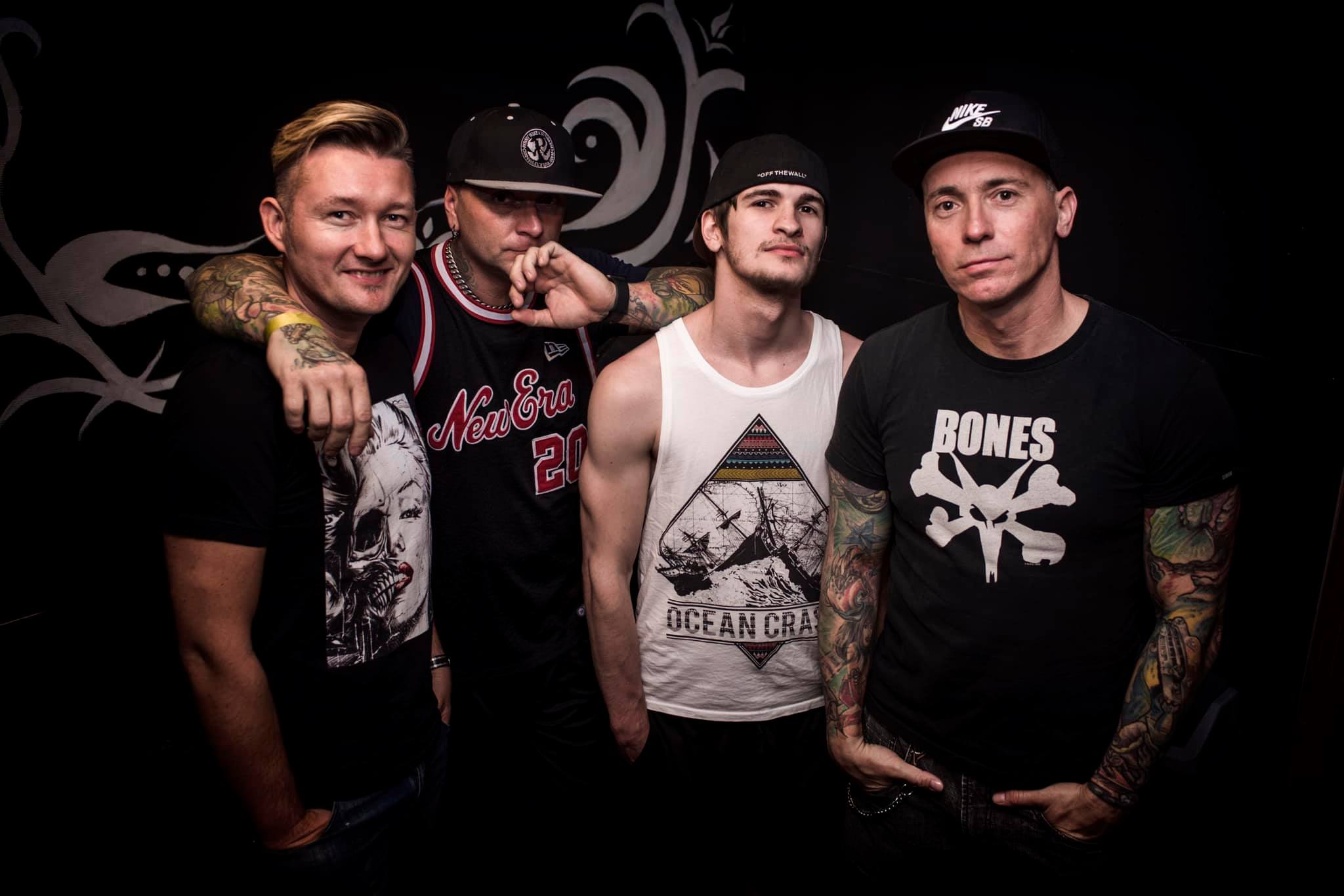
A Macskanadrág zenekar felállása 2018-ban.

2017. júniusában csatlakozott a salgótarjáni Macskanadrág zenekarhoz. A zenekar nagy előrelépés volt számára, nagyobb színpadokon, és több embernek zenélhetett, mint valaha. 3 évig volt a zenekar hivatalos tagja. Ez idő alatt 53 koncertet adtak, olyan zenekarokkal léptek fel együtt, mint a Prosectura, Hétköznapi csalódások, Junkies, Bankrupt, Don Ghatto, vagy a Counter Clockwise. 2018. őszén közös országos turnéra indultak a Prosectura zenekarral, ami 2019. márciusáig tartott. Ez év októberében felléptek az M2 Petőfi tv Akusztik színpadán, ahol Molnár Tamással közösen is előadtak egy dalt. 2020. október 9-én megjelent a zenekar hatodik nagylemeze, Pénzt és életet címmel, amit az elmúlt évek alatt írtak és vettek fel. Viszont a megjelenés előtt szeptemberben kilépett a zenekarból, Facebook posztjában "nézeteltérések, sok egyet nem értés, rossz kommunikáció"-ra hivatkozva.

### The Ocean Front: 2018-2020, 2022-2024

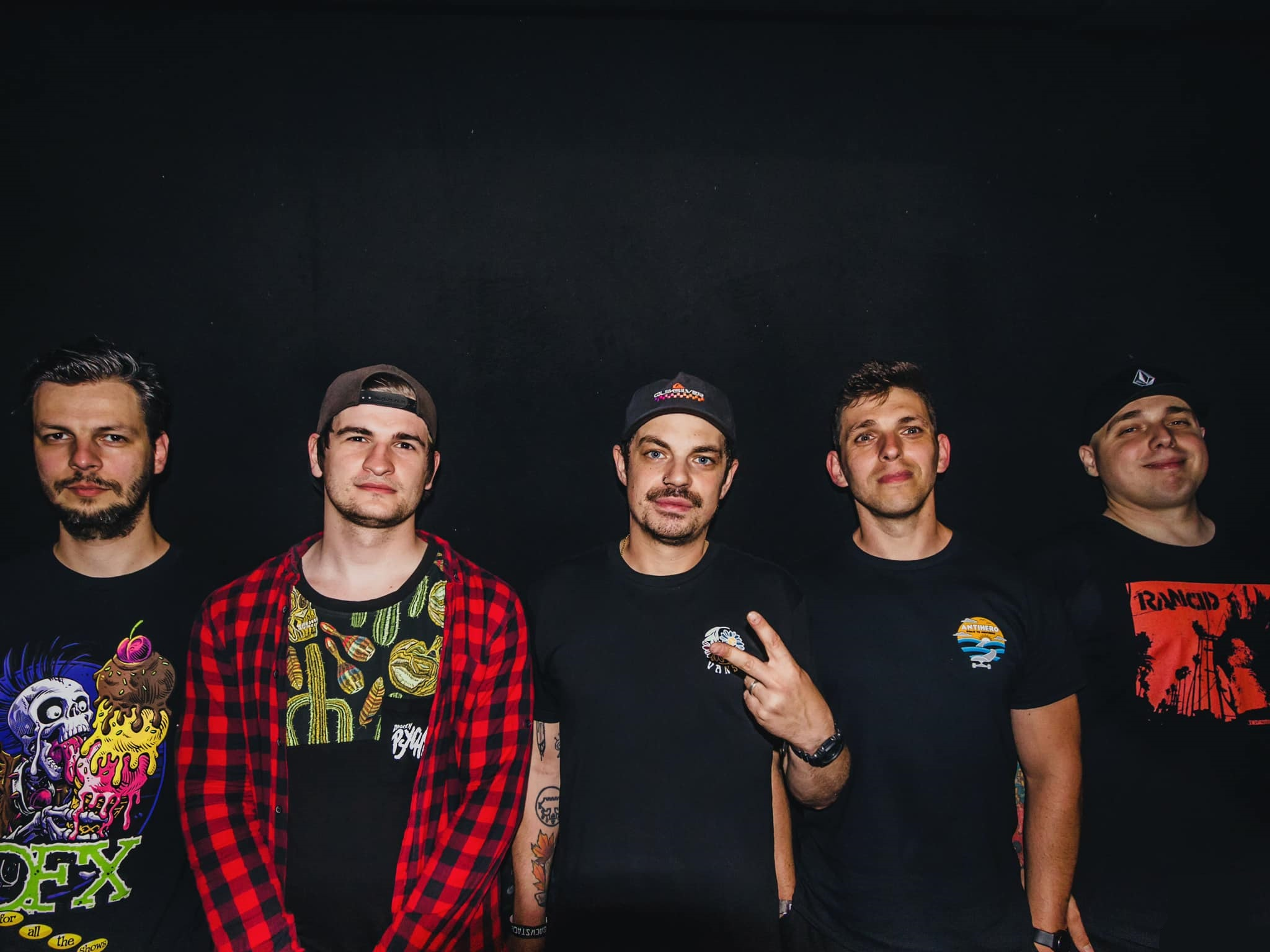
A The Ocean Front zenekar tagjai balról jobbra: Kulcsár Péter, Beöthy Ármin, Borhi Dániel, Gazsi Zoltán, Jaskó Ádám

A zenekarban először csak beugrósként került 2018-ban, amikor a zenekar dobosa, Bodri Szabolcs (aki Ármin iskolai egyik legjobb barátja volt) nem tudott elvállalni leszervezett koncerteket. Szabolcs ki is lépett a zenekarból, így őt kérték meg, hogy csatlakozzon. Fel is vettek egy kislemezt, amin egy új dal, és a zenekar első EP-jének dalait vették újra. Ezután hivatalosan is belépett a bandába. 2019-ben együtt befejezték a zenekar első lemezének dalait, és koncerteztek is olyan zenekarok előzenekaraként, mint például az izraeli Useless ID. 2020-ban kilépett a zenekarból, mivel ekkor épp 4 zenekarnak volt tagja. Kilépése előtt még búcsúajándékként felvette a dobokat a zenekar első lemezéhez a Grenma Stúdióban.
Számos tagcsere történt a zenekarban, de egyikkel sem volt teljes a banda. A lemez dalait végül sikerült rögzíteni, viszont az album megjelenés kétségessé vált, mivel a zenekar tagjai nem akarták csak simán feltölteni az albumot az internetre, hanem egy lemezbemutató koncertet és rendes promót is szerettek volna hozzá. Mivel ekkor éppen nem volt meg minden tag, így Ármin újra belépett a zenekarba, erre az egy koncertre, hogy méltó megjelenést kaphasson az album. 2024. május 31-én meg is jelent a zenekar debütáló nagylemeze, Catch Your Breath címmel, és másnap, június elsején meg is történt a lemezbemutató koncert a Dürer kertben.

### Bad Habit Budapest Ska: 2018-2020

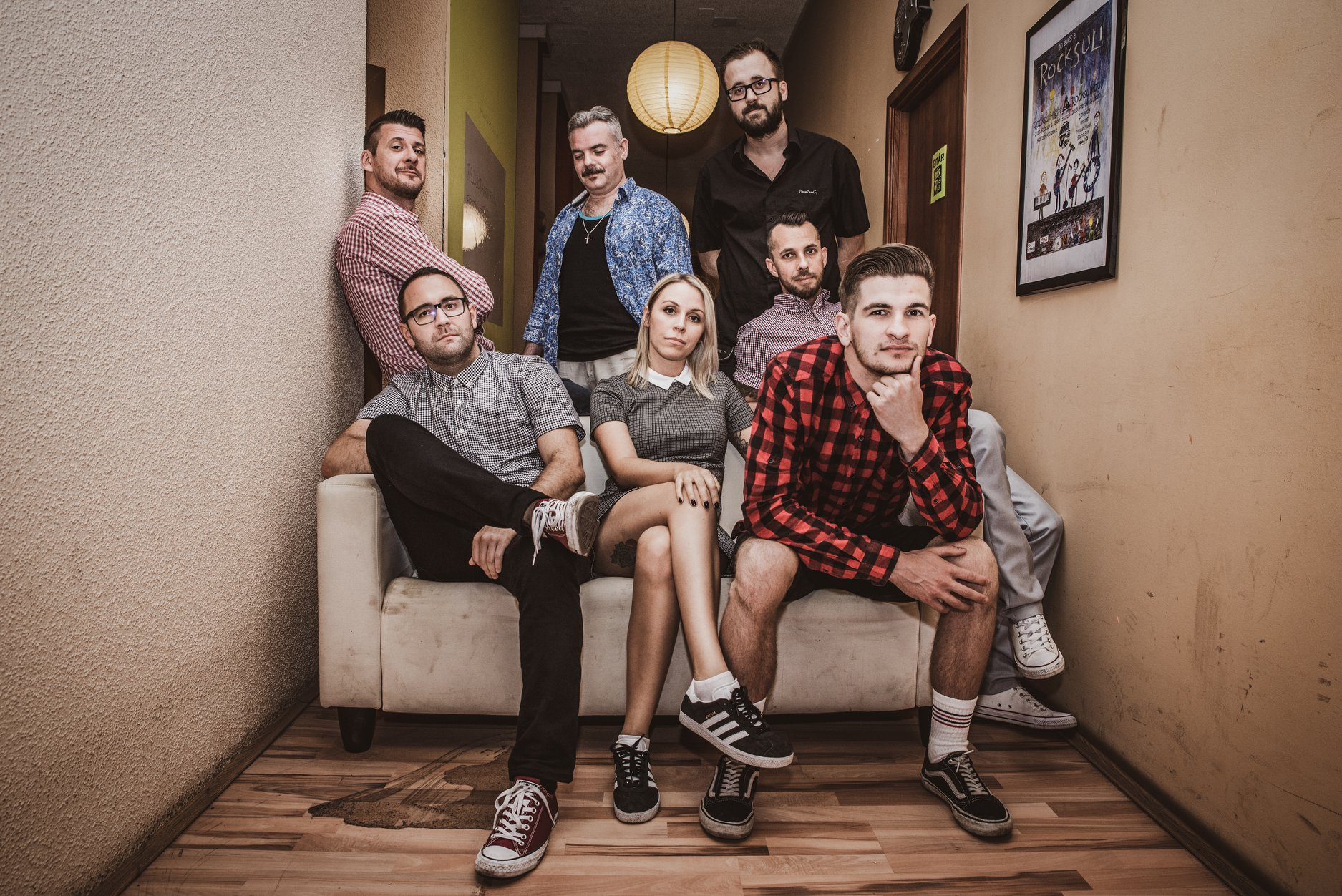
Bad Habit Budapest Ska, 2020. július

Szili Miklós, aki akkor még tagja volt a 2013-ban alakult pesti ska zenekarnak, és akivel együtt zenéltek a Macskanadrágban kérte meg Ármint, hogy ugorjon be egy-két bulira, mivel a dobosuk lemondta a koncerteket. Ármin sosem hallgatott vagy játszott ska zenét, így a felkérés izgalmasan hangzott számára, ezért elvállalta. A beugrások olyan jól sikerültek, hogy a tagok megkérték segítsen befejezni az akkor íródó dalokat a zenekar következő anyagához. A 4 dalos EP-t el is kezdték felvenni 2019. nyarán az akkor még SuperSize Recording néven futott stúdióban, ami meg is jelent 2020. július 18-án, EP2 címmel.  A zenekar utolsó koncertjét 2020. szeptember 25-én játszotta a „régi” Dürer kertben, ami a koncert után nem sokkal bezárt.

### KODEIN: 2024-
2020-ban, a Covid-19 idején ötlött meg először a gondolat Ármin fejében, hogy alapítani akar egy új zenekart, amit eredetileg csak egy projektnek szánt. Eleinte csak dalszerzésre és a megírt dalok megjelentetésére tervezte a projektet, ami végül a felvételek készítése és az első közös próba alkalmával vált végül igazi zenekarrá. Még a The Ocean Front-ban töltött évek alatt ismerte meg Lévai Vilmost, a Lightchaser zenekar gitárosát, aki az első gondolata volt, akivel ezt a projektet akarta csinálni. Basszusgitáros pozícióba mindig is Doszkocs Rolandot, az  afewyearslater és a Sharin’ nevű zenekarok bőgősét képzelte. 2021-ben végül mindkettőjük elfogadta a felkérést és csatlakozott a projekthez, majd február 17-én hivatalosan is elkezdődött a dalok megírása. Ekkor még csak kezdetleges ötleteket kezdek összegyúrni dalokká, korlátok nélkül.

„
Amióta ismerem a srácokat, szinte azóta akartam egy közös zenei projektet velük. Ők azok a zenészhaverok, akikkel mindig is szemezgettem a koncerteken, és ábrándoztam arról, hogy na, majd egyszer lesz egy közös bandánk, mert valami megfogott bennük.”

„
Nem sokkal a karantén előtt döntöttem el, hogy itt az ideje belevágni. Amikor a kanadai Rest Easy zenekarnak megjelent az első EP-je, az volt az a pont, amikor azt mondtam, hogy na, jó! Én is ezt akarom! Ekkor írtam rá Rolára meg Vilire, hogy akarok egy projektet velük, és szerencsémre belementek. Már ismertük egymást, haverok voltunk, ismertük egymás zenekarait, így tudtuk, hogy mire képes és mit tud a másik, ezért szerintem mindenkinek csábító volt a dolog.
”

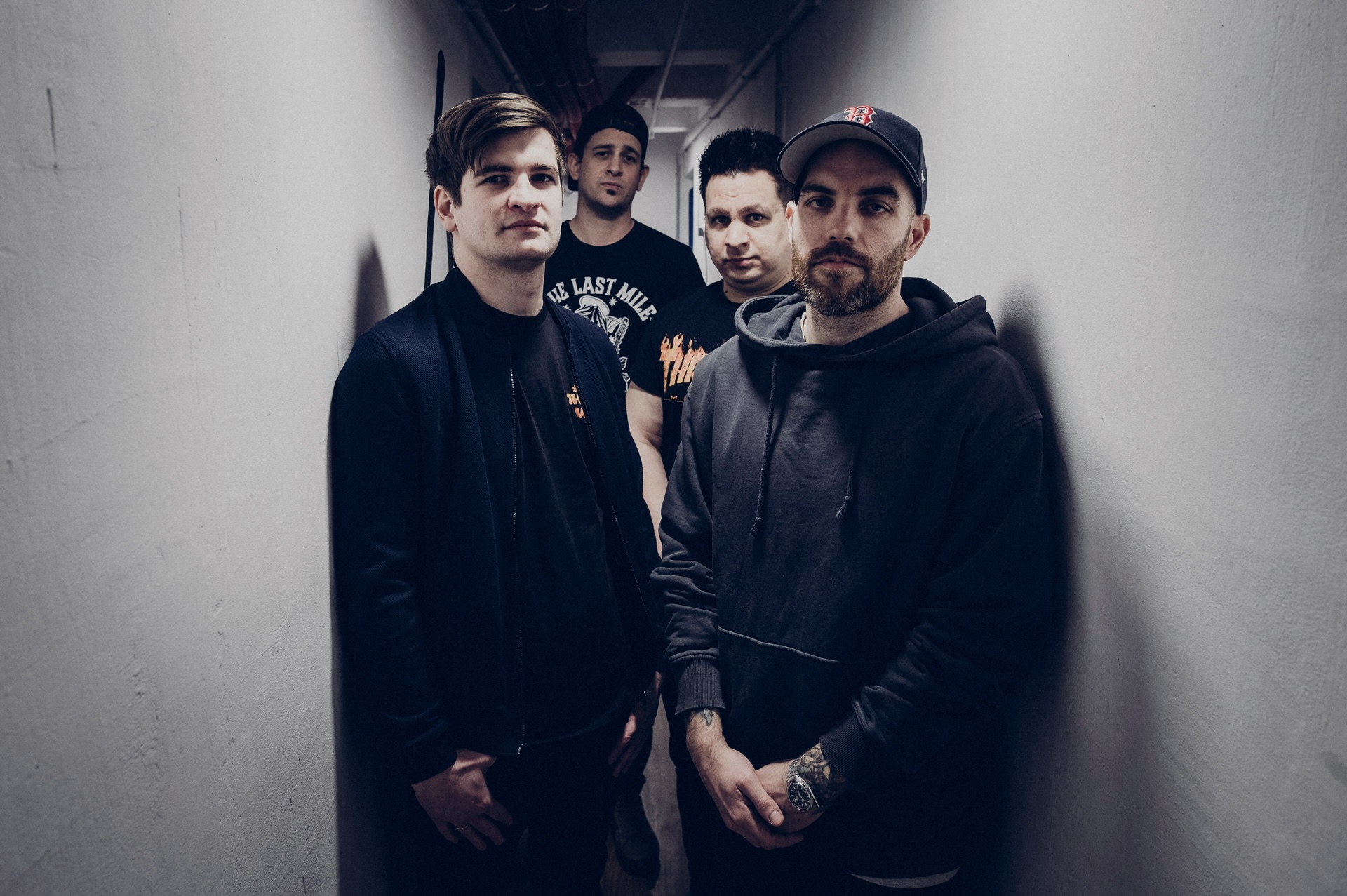
A KODEIN zenekar 2025-ben. Balról jobbra: Beöthy Ármin, Doszkocs Roland, Mikó László és Lévai Vilmos

A Covid és a karantén igencsak felborította a tagok életét, így a projekt háttérbe szorult egészen 2023. nyaráig, amikor Ármin úgy döntött, ideje újra elővenni a dolgot, és komolyabban foglalkozni a dalok megírásával, mivel az addig megírt demók ígéretesek voltak. Év végére megíródott öt teljes dal, amikor a banda úgy döntött elkezdi a stúdiómunkákat, hogy rögzítse is azokat és egy EP formájában meg is jelentesse. 2024. januárjában el is kezdődtek a stúdiómunkák a Grenma stúdióban. Áprilisra a zenei alapok felvételei be is fejeződtek, egyetlen probléma volt, hogy a projektnek nem volt énekese. Vilmos ekkor dobta be Mikó László, az egri Szükségállapot zenekar énekesének nevét, hogy kérdezzék meg, nem akar-e csatlakozni ő is a bandához. Ármin felvette vele a kapcsolatot, és László elfogadta a felkérést, így 2024. augusztusára lett teljes a felállás, és emiatt ez lett a hivatalos megalakulás dátuma is.
2025. február 2-án megjelent a zenekar első dala, Egyszer címen. A dal előhírnöke az áprilisban megjelenő kislemeznek, ami az Időkapszula címet fogja viselni.

## Diszkográfia

### Albumok
| Év   | Album                                                    | Előadó          |
| ---- | -------------------------------------------------------- | --------------- |
| 2018 | Juicy - Megjelenés: 2018. január 13.                     | Found Items     |
| 2019 | All Bets Are Off - Megjelenés: 2019. augusztus 16.       | Found Items     |
| 2020 | Pénzt és életet - Megjelenés: 2020. október 09.          | Macskanadrág    |
| 2023 | Tudja, hol szeret a cápa - Megjelenés: 2023. április 21. | Déli Shark      |
| 2024 | Catch Your Breath - Megjelenés: 2024. május 31.          | The Ocean Front |

### Kislemezek
| Év   | Album                                                | Előadó                 |
| ---- | ---------------------------------------------------- | ---------------------- |
| 2019 | Beyond Repair – EP - Megjelenés: 2019. augusztus 01. | The Ocean Front        |
| 2020 | EP2 - Megjelenés: 2020. július 18.                   | Bad Habit Budapest Ska |
| 2025 | Időkapszula - Megjelenés: 2025. április 05.          | KODEIN                 |